# 色釘菇屬
色釘菇屬（學名：Chroogomphus，/kroʊ.əˈɡɒmfəs/）是牛肝菌目铆钉菇科的一個屬，俗稱松樹尖刺（pine-spikes）和尖刺帽（spike-caps）。本屬物種常與松屬樹木形成外菌根，廣泛分佈於北半球，包括北美洲、加勒比地區、歐洲和亞洲。

## 分類
色釘菇屬雖屬於牛肝菌目，但形態上多為傘菌，與同科的鉚釘菇屬外形相似，主要差別是鉚釘菇屬物種蕈傘中的菌髓與初生蕈褶均為白色，本屬蕈傘的蕈髓則為橘黃色、初生蕈褶為淡橘色至赭黃色；另外本屬蕈髓經梅澤試劑檢驗呈陽性，鉚釘菇屬則呈陰性或似糊精反應（dextrinoid）。
本屬學名取自兩個古希臘文詞彙，分別是（chroo-）和（gomphos），前者意為「皮膚」或「顏色」，後者意為大型的楔狀鉚釘。1948年，洛夫·辛格首次發表描述了此類真菌，為鉚釘菇屬下的一個亞屬，1964年，美國真菌學家小奧森·K·米勒將該亞屬獨立為新屬。2018年，一篇分子種系發生學研究以核糖體DNA轉錄間隔區（ITS）分析鉚釘菇科類群的親緣關係，顯示色釘菇屬為一單系群，且鉚釘菇屬、乳牛肝菌屬與須腹菌屬類群組成的演化支為本屬的姊妹群，並依結果將本屬分為Chroogomphus、Siccigomphus與Floccigomphus三個亞屬，而Chroogomphus亞屬下又分為五個節。

## 生態
本屬物種傳統上被認為與松樹形成互利共生的外生菌根，但有研究顯示包含本屬在內的鉚釘菇科物種其實是寄生菌根周圍的其他種牛肝菌，其中本屬物種可能是寄生乳牛肝菌屬的真菌，且此類寄生關係有很高的物種專一性。本屬物種也可能生長在其他類群的針葉樹上，在北美洲西北太平洋沿岸，本屬的绒红色钉菇（C. tomentosus）常生長於加州铁杉和道格拉斯冷杉上，而歐洲的球盖色钉菇（C. helveticus）也出現在針葉林的雲杉上。

## 物種
以下列出色釘菇屬的部分物種：
- Chroogomphus albipes (Zeller) Yan C. Li & Zhu L. Yang
- C. asiaticus
- C. britannicus

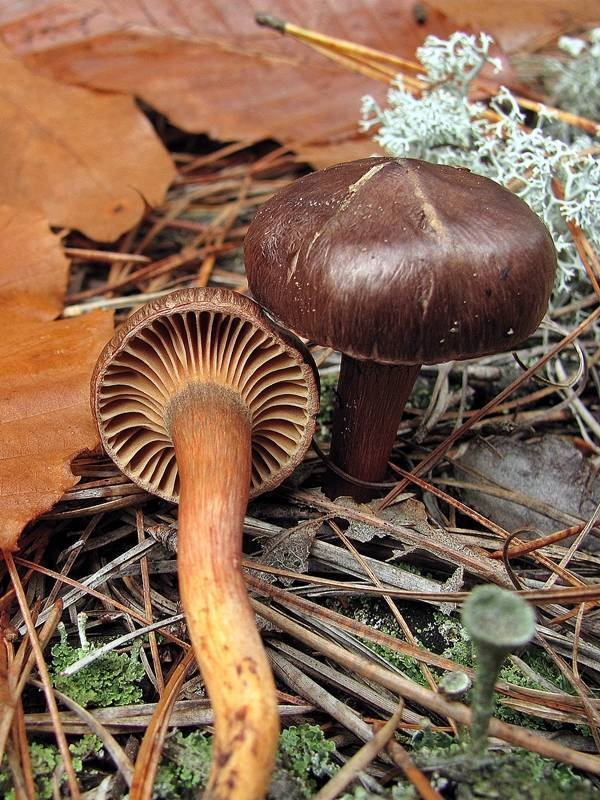
易混色钉菇 Chroogomphus confusus Yan C. Li et Zhu L. Yang
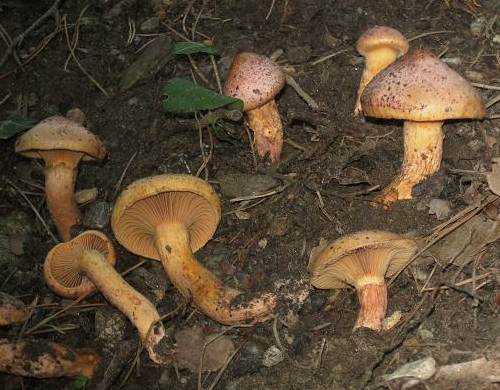
丝状色钉菇 Chroogomphus filiformis Yan C. Li et Zhu L. Yang，细鳞色钉菇
- [[Chroogomphus fulmineus
- 球盖色钉菇（瑞典语：Chroogomphus helveticus） Chroogomphus helveticus
- 牙买加色钉菇 Chroogomphus jamaicensis
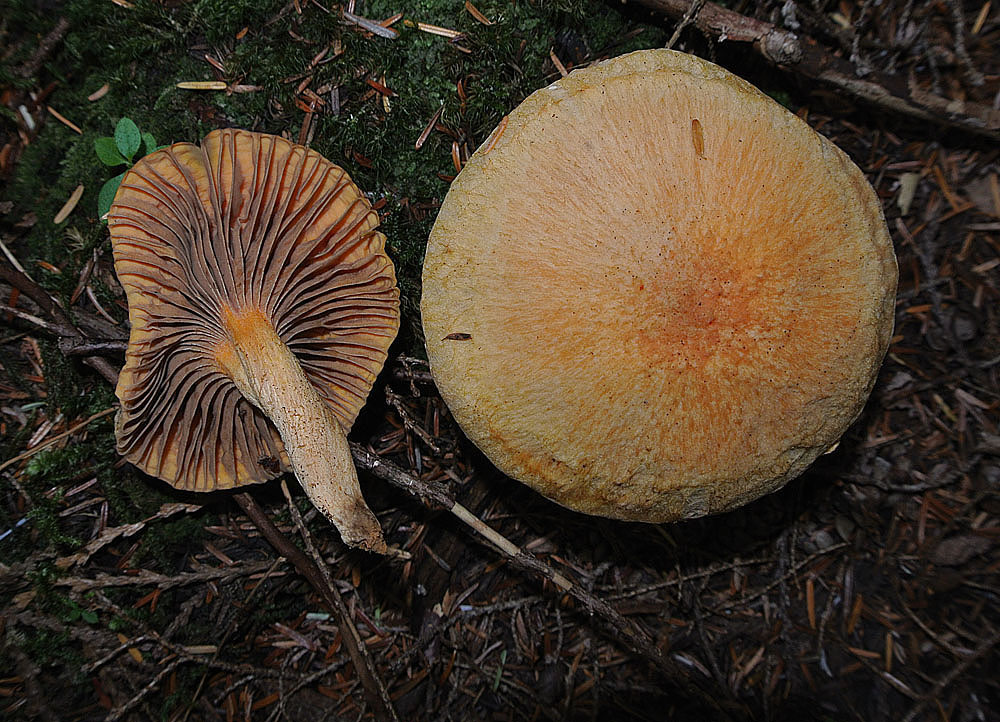
薄红铆钉菇（瑞典语：Chroogomphus leptocystis） C. leptocystis
- 具室铆钉菇（瑞典语：Chroogomphus loculatus） C. loculatus
- C. mediterraneus
- 褐黄铆钉菇（英语：Chroogomphus ochraceus） C. ochraceus ：廣泛分布於北美洲，其生態和外形均與血红色钉菇非常相似[15]。
- 东方色钉菇 Chroogomphus orientirutilus Yan C. Li & Zhu L. Yang
- 假绒盖色钉菇 Chroogomphus pseudotomentosus O.K. Mill. & Aime
- 淡紫色钉菇 Chroogomphus purpurascens (Lj.N. Vassiljeva) M.M.Nazarova，紫色钉菇
- 淡粉色钉菇 Chroogomphus roseolus Yan C. Li & Zhu L. Yang，粉红色钉菇
- 血红色钉菇 Chroogomphus rutilus (Schaeff.) O.K. Mill. (≡ Gomphidius rutilus (Schaeff.) S. Lundell)：廣泛分布於歐洲的物種，長期被用來研究抗细菌药與其他潛在有用的次級代謝產物[5]。本種的菌蓋直徑為10厘米，顏色為紅褐色[16]，菌褶呈棕橙色，而孢子則呈棕黑至棕黃色，菌柄呈棕黃色，並且呈倒錐形。菌髓呈橙色，但在咀嚼時會變成紫色[17]。
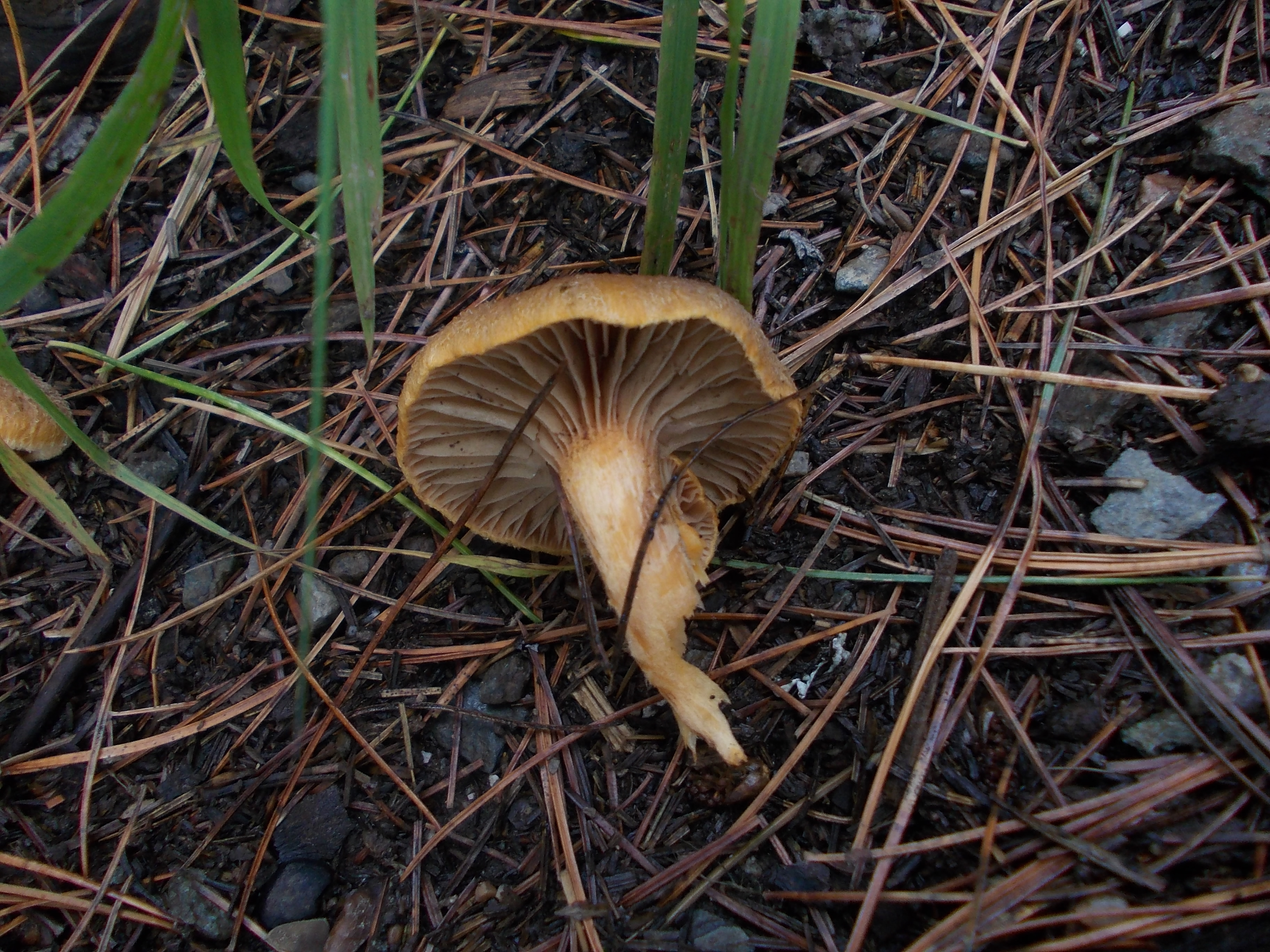
西伯利亚色钉菇（瑞典语：Chroogomphus sibiricus） Chroogomphus sibiricus
- C. subfulmineus（英语：Chroogomphus subfulmineus）
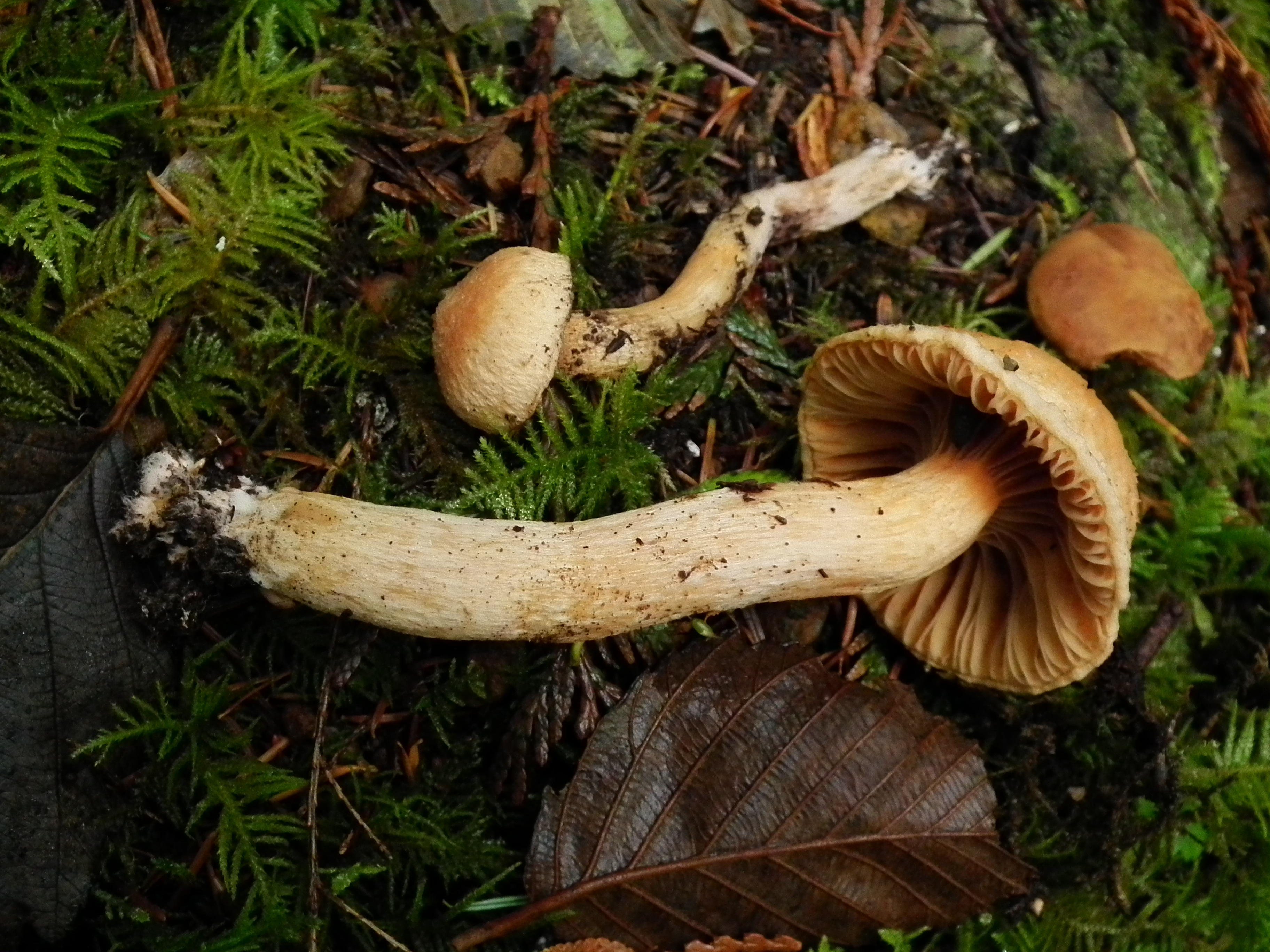
绒红色钉菇（瑞典语：Chroogomphus tomentosus） Chroogomphus tomentosus
- 酒色色钉菇（英语：Chroogomphus vinicolor） Chroogomphus vinicolor ：廣泛分布於北美洲，其生態和外貌亦與血红色钉菇相似，不過後者外形較大。另外，兩種真菌的菌蓋顏色亦不同，顧名思義，紫红铆钉菇的顏色近紫红色，而血红色钉菇的顏色則近棕紅色。要透過顯微鏡才能看見二者構造上的不同[18][19][20]。

- 酒色色钉菇（英语：Chroogomphus vinicolor）
- 球盖色钉菇（瑞典语：Chroogomphus helveticus）
- 褐黄铆钉菇（英语：Chroogomphus ochraceus）
- 西伯利亚色钉菇（瑞典语：Chroogomphus sibiricus）
- 绒红色钉菇（瑞典语：Chroogomphus tomentosus）

## 可食性
血红色钉菇、褐黄铆钉菇和酒色色钉菇均為食用蕈，但並不被視為美食，因為它們既不具有獨特的味道，亦沒有異味。一位美食作家曾寫道：
它們在乾燥時是很棒的，有一個堅定的耐嚼質地，但幾乎沒有味道。這意味著你可以把它們放在任何菜色旁，而不用擔心其味道蓋過那些菜色——它們根本就沒有味道！它們是一個優秀的伴碟，雖然，有點脆，像一個小橡膠，但仍然讓人吃得非常愉快。用它們作為肉類的替代品，並加上番茄醬或泰式咖哩。你不會出錯，因為它們根本就沒有味道。

## 延伸閱讀
- Arora D. (1986) Mushrooms Demystified. Berkeley, CA: Ten Speed Press. ISBN 0-89815-169-4
- Breitenbach J & Kränzlin F. . 1991. ISBN 3-85604-230-X.
- Nilsson S. & Persson O. (1977) Fungi of Northern Europe 1: Larger Fungi (Excluding Gill Fungi). Penguin Books. ISBN 0-14-063005-8